# NGC 3350
NGC 3350 is een lensvormig sterrenstelsel in het sterrenbeeld Kleine Leeuw. Het hemelobject werd op 10 april 1831 ontdekt door de Britse astronoom John Herschel.

## Synoniemen
- ZWG 155.2
- ZWG 154.44
- NPM1G +30.0198
- PGC 32035